# Wilhelm Nissen
Nicolaus Wilhelm Lorenz Nissen (født 26. juni 1850 i Haderslev, død 1. november 1897 i København) var en dansk grosserer og forsvarsagitator.
Nissen var sønderjyde, søn af købmand Jep Lorenz Nissen (1814-1885) og dennes hustru Sophie født de Wolff (1807-1872), og voksede op i Haderslev. Som 14-årig oplevede Wilhelm Nissen, at Danmark mistede Slesvig, herunder Haderslev, i den 2. Slesvigske Krig. Som dansksindet ville han ikke bryde båndene til fædrelandet, og da han efter at have forrettet dansk militærtjeneste i Odense vendte hjem til Haderslev i 1869, fik han problemer. Han måtte forlade byen og tog i 1871 på en femårig udlandsrejse, hvor han blev oplært i grosserererhvervet.
1876 tog han borgerskab som grosserer i København, hvor han siden drev en omfattende en gros forretning i kløver-, græs- og roefrø. Han ægtede 14. juni 1877 i Stettin Hedwig Auguste Luise Müller (19. juni 1858 i Ueckermünde, datter af rentier Karl Ludvig Müller (1810-1860) og Auguste Sophie Wilhelmine Bedke (1826-1884).
Nissen blev mere og mere engageret i politiske kamp og mente især, at det danske forsvar burde styrkes oven på den skæbnesvangre udgang på krigen 1864. I 1885 blev foreningen Den frivillige Selvbeskatning til Forsvarets Fremme, eller blot Fædrelandets Forsvar, stiftet med det formål at indsamle penge til byggeriet af Københavns Befæstning gennem en såkaldt frivillig selvbeskatning. Wilhelm Nissen blev valgt som manden, der skulle stå i spidsen for foreningen og indsamlingen, der blev indledt den 28. marts 1885 med et opråb til danskerne i form af en lille skrivelse udgivet i 350.000 eksemplar. Befæstningsprojektet blev stridens æble i en bitter politisk kamp mellem Venstre og Højre, der varede, indtil et forlig blev indgået mellem de to partier i 1894. Nissen var Højres mand og personificerede støtten til regeringens befæstning.
I marts 1886 havde foreningen samlet nok penge til at påbegynde byggeriet af Garderhøjfortet, og Wilhelm Nissen tog det første spadestik. 27. august 1892 kunne han så lægge den sidste sten på plads på fortet. I mellemtiden havde Fædrelandets Forsvar også finansieret det meste af Lyngbyfortet, men måtte erkende, at forsvarsviljen – og pengestrømmen til foreningen – var ved at ebbe ud.
Da diskussionen i 1888-89 var oppe om anlægget af en frihavn ved København, fremkom Nissen med planen om at anlægge en sådan fra Kalkbrænderihavnen ind til Langelinie. Wilhelm Nissen sad også i bestyrelsen for Kjøbenhavns Skytteforening, Kjøbenhavns Bespisningsselskab, Understøttelsesforeningen og Kjøbenhavns Oplysningsbureau for Trængende, ligesom han også var medlem af Grüners Handelsakademis komité. 1887 blev han Ridder af Dannebrog og modtog 1892 Fortjenstmedaljen i guld.
Han døde allerede i 1897 som 47-årig og er begravet på Holmens Kirkegård. Gravmæle har et portræt udført af H.P. Pedersen-Dan 1898. Der findes også et portrætmaleri af Frederik Vermehren 1893 i familieeje og en medalje af Sophus Lindahl fra 1892.